# DF-11
DF-11 або Дунфен-11 (спрощ.: 东风-11; традиц.: 東風-11; піньїнь: dōngfēng-11; дослівно «Східний вітер-11»; за класифікацією НАТО: CSS-7, експортне позначення M-11) — китайська балістична ракета малої дальності сімейства ракет Дунфен.

## Історія
DF-11 — мобільна наземна пускова установка з балістичною ракетою малої дальності, розробка якої розпочалася у 1984 році під назвою M-11. Проєкт очолювала China Sanjiang Space Group (раніше відома як База 066). Ракета надійшла на озброєння Другого артилерійського корпусу Народно-визвольної армії Китаю у 1992 році.
У 1993 році Пакистан таємно придбав цю ракетну систему в Китаю, проте M-11 здатна доставляти лише звичайні боєприпаси і не має ядерного оснащення.

## Опис
DF-11 має дальність 300 км і може нести боєголовку масою 800 кг. Покращена версія DF-11A має збільшену дальність — понад 825 км. Дальність M-11 не порушує обмежень, встановлених Режимом контролю за ракетними технологіями.
На відміну від попередніх китайських балістичних ракет, DF-11 використовує тверде паливо, що значно скорочує час підготовки до запуску (15-30 хвилин). Для порівняння, ракети на рідкому паливі, такі як DF-5, потребують до 2 годин підготовки перед запуском. Також була представлена вдосконалена версія DF-11B.
За різними оцінками, на озброєнні знаходиться від 500 до 600 ракет DF-11. Пускова установка виробляється компанією Wanshan Special Vehicle. Також була представлена модифікація з покращеною точністю та здатністю пробивати укріплення, яка отримала назву DF-11AZT.

### Тактико-технічні характеристики
| [ 1 ] [ 9 ] [ 10 ] | DF-11     | DF-11A                            | DF-11AZT |
| ------------------ | --------- | --------------------------------- | -------- |
| Діаметр            | 0,8 м     | 0,8 м                             | 0,8 м    |
| Довжина            | 7,5 м     | 8,5 м                             |          |
| Вага               | 3 800 кг  | 4 200 кг                          |          |
| Вага БЧ            | 800 кг    | 500 кг                            | 800 кг   |
| Дальність          | 300 км    | 530—600 або 825 (не підтверджено) |          |
| КІВ                | 500–600 м | 200 м (ІНС) 20–30 м (Beidou)      | 50~100 м |